# University of Washington Television
A University of Washington Television (UWTV) a Washingtoni Egyetem tudományos felfedezéseit, valamint kulturális és sportéletét bemutató egykori csatorna, amely online is elérhető volt. A csatorna 2016 végén megszűnt, az egyetem helyette UW Video név alatt gyárt tartalmakat.

## Története
A csatorna kábelhálózaton volt elérhető; 2000-ben lefedettsége már több városra kiterjedt.
1999-től a YES-TV műsorait a UWTV-n közvetítették. Mivel az egyetem úgy döntött, hogy inkább az online tartalomterjesztést támogatják, a kábeltelevíziós adás 2016. december 31-én leállt; 2017-től az intézmény tartalmait UW Video néven online közvetíti.

## Műsorok
2000-ben a csatorna többségében oktatási tematikájú műsorokat közvetített, de foglalkoztak a fontosabb egyetemi eseményekkel is (például a dalai láma 2008-as látogatásával). 2005-ben a Juan de Fuca-szorosnál a tengerfenékről élő közvetítés folyt.

## Díjak
Patrick Witt, Greg Young és Kathy Medak munkatársakat Husky Softball: A Championship Journey című műsorukért jelölték az Emmy-díj régióspecifikus változatára. Cara Podenski, Eric Chudler és Lionel Flynn BrainWorks: Exercise and the Brain című műsorukért 2017-ben elnyerték a díjat.

## Fordítás
- Ez a szócikk részben vagy egészben  az   University of Washington Television című angol Wikipédia-szócikk ezen változatának fordításán alapul.  Az eredeti cikk szerkesztőit annak laptörténete sorolja fel. Ez a jelzés csupán a megfogalmazás eredetét és a szerzői jogokat jelzi, nem szolgál a cikkben szereplő információk forrásmegjelöléseként.